# Eulalio Ríos Alemán
Eulalio Ríos Alemán (1935 - ca. 1986) fue un nadador mexicano en el equipo de natación de Xalapa, nacido en el municipio de Hueyapan de Ocampo, Veracruz.

## Su familia
Sus padres fueron Genaro Ríos Aguirre y María Nicandra Alemán Molina, fue el octavo hijo de diez.
Su hermano Leonardo Ríos Alemán también fue a Xalapa, a estudiar leyes y a participar en el equipo de natación.
Eulalio contrajo matrimonio en el año 1963 con Noemi Fararoni Mortera, ellos tuvieron cuatro hijos:
- Eulalio Juan Ríos Fararoni - en 2009-2010: alcalde de Hueyapan de Ocampo
- Dalia Noemí Ríos Fararoni - en 2009-2010: directora del DIF Municipal
- Genaro Ríos Fararoni
- María Agustina Ríos Fararoni

## Primeros años
De orígenes humildes, de un pequeño pueblo del sur de Veracruz, Eulalio --haciéndole honor a su apellido paterno-- se entrenó para nadar en contra de la corriente de un riachuelo que pasaba cerca de la que fue su casa, en Hueyapan de Ocampo, al sur de Catemaco, por la carretera a Coatzacoalcos.
Eulalio fue a Xalapa a estudiar en la Prepa, y en el año 1956 aprendió a nadar en estilo mariposa bajo la tutela de su entrenador Antonio Murrieta y con la exhibición de la entonces nueva técnica, que llamábamos "patada de delfín", por el experimentado nadador del Centro Deportivo Chapultepec (C.D.Ch.) de la Ciudad de México, Walter Ocampo, en las frías aguas de un modesto balneario llamado "La Playa", en las cercanías del parque "Los Berros" en Xalapa.
Apenas un par de meses después, Eulalio logró calificarse dentro del equipo mexicano para las olimpíadas en esa especialidad.

## Carrera profesional
Internacionalmente representa a México en los máximos eventos y en los Juegos Panamericanos de 1955 en México, se corona campeón de América al alzarse con el triunfo en los 200mts. Mariposa y el equipo de México es 3º. en el relevo combinado, con Mejía, Ocampo, Eulalio y Olguín. 
En 1958 gana el campeonato de los Juegos Centroamericanos y del Caribe de Caracas, Venezuela y en 1959 compite en los Panamericanos de Chicago, donde alcanza el tercer lugar en los 200 mariposa y bronce en el relevo combinado con Gaxiola, Marmolejo y Escalante. Compite en su segunda olimpiada en Roma, Italia en 1960, en donde marca 2:24.2 para llegar a semifinales.
Alejado temporalmente de la práctica de la natación, por sus actividades profesionales, se prepara intensamente para su última competencia internacional; los Juegos Centroamericanos y del Caribe de 1962, celebrados en Kingston, Jamaica, en donde nadando la mariposa del relevo combinado, ganan para México la medalla de oro y después de ganar “su prueba” los 200 mariposa, es descalificado por una discutida decisión de los jueces, pero quedándose México con la medalla de oro en la brazada de Gabriel Altamirano, su sucesor nacional en el “Delfín”.
Retirado de la competencia y con el título de Médico Cirujano, regresa a su terruño, al que representó posteriormente como diputado. En reconocimiento a sus extraordinarios méritos deportivos, la alberca olímpica de la Universidad Veracruzana, en Xalapa, lleva su nombre y en 1966 el gobierno del Estado, le otorga en solemne ceremonia en el estadio Jalapeño, la presea “Gloria del deporte Veracruzano” y su nombre se encuentra inscrito en la sección latinoamericana del Salón internacional de la fama de la natación en Fort Lauderdale, Florida U.S.A., recibiendo el trofeo “Cabeza de Palenque.” La organización Acuática Nelson Vargas, lo clasifica dentro los 10 mejores Nadadores Mexicanos de todos los tiempos, en la quinta posición; solo mejorado por Felipe “Tibio” Muñoz, María Teresa Ramírez, Guillermo Echevarría y Clemente Mejía.
Una escuela de su ciudad lleva su nombre, así como el parque deportivo. Es en diciembre del 2009, cuando su pueblo le rinde homenaje perenne, al colocar en la plaza principal de Hueyapan de Ocampo, y ante la asistencia del Gobernador del Estado y siendo presidente municipal su hijo Eulalio Ríos Fararoni, un busto de bronce, cedido por su compañero de lides deportivas el Ingeniero Bernardo Quintana, de quien es su hijo predilecto Eulalio Ríos Alemán, el mejor nadador Veracruzano de todos los tiempos”

## Competencias, récords, premios
- Juegos Centroamericanos de Caracas '59: medalla de oro en los 200 m de mariposa (2 min 29.3 seg)
- Juegos Panamericanos de México '55 y de Chicago '59
- Campeonato Nacional Abierto de los Estados Unidos, en 1955, en la universidad de Yale: primer lugar en las 220 yardas.
- Juegos Olímpicos de Melbourne 1956. Pasó las pruebas eliminatorias y participó en la prueba final (con tiempo de 2 min 27.3 seg), alcanzando el mejor resultado que nadador mexicano alguno hubiera hecho en una olimpíada hasta entonces.

Ver: Resultados de la Final de los 200 m mariposa en Melbourne, 1956
- Juegos Olímpicos de Roma 1960. Participó en las semifinales en los 200 m mariposa (con tiempo de 2 min 24.2 seg)

Ver: Resultados de la Semifinal #1 de 200 m mariposa en Roma, 1960
- "Trofeo Latinoamericano Cabeza De Palenque" otorgado por el Salón Internacional de la Fama de Natación ("International Swimming Hall Of Fame") en Fort Lauderdale, Florida, por haber obtenido el sexto lugar en los 200 m mariposa en los Juegos Olímpicos de Melbourne 1956.[3]
- Hijo Predilecto de Hueyapan de Ocampo y del Estado de Veracruz
- Nombrado "Gloria del deporte Veracruzano" en 1956[4]